# Hatsune Miku: Project DIVA
Hatsune Miku: Project DIVA (初音ミク -Project DIVA-?) è un videogioco musicale creato dalla SEGA e dalla Crypton Future Media per PlayStation Portable, con protagonista la vocaloid Hatsune Miku.

## Modalità di gioco
Il gameplay di Project DIVA è basato sulla pressione dei tasti del joypad non appena il gioco lo richiede, mantenendo il ritmo della musica. L'accuratezza della esecuzione viene descritta da una parola che comparirà sullo schermo. A seconda dell'accuratezza complessiva della performance il giocatore riceverà dei punti che lo faranno classificare da "Perfect" a "Mistake" (MissXTake).
Project DIVA permette al giocatore di scegliere il proprio personaggio fra i vari Vocaloid, inclusa Miku in diversi costumi. È possibile selezionare anche il costume dei personaggi dei videogiochi Valkyria Chronicles e Space Channel 5. Una delle principali caratteristiche del gioco è dare la possibilità al giocatore di realizzare videoclip musicali personalizzati sulla base dei propri salvataggi delle partite giocate.

## Personaggi
- Hatsune Miku
- Kagamine Rin e Len
- Megurine Luka
- KAITO
- MEIKO
- Yowane Haku
- Akita Neru
- Sakine Meiko
- Hachune Miku (non selezionabile)
- Kasane Teto (nel 2nd della versione 2011)

## Dreamy Theater
Hatsune Miku: Project DIVA Dreamy Theater è un gioco scaricabile per PlayStation 3 che può essere giocato sulla console tramite l'utilizzo di una PlayStation Portable, la quale sarà necessaria ogni qualvolta si vorrà giocare al titolo; uscì il 24 giugno 2010 esclusivamente in Giappone. Il titolo può essere scaricato da PlayStation Store e deve essere installato su entrambe le piattaforme per facilitare la connettività tra quest'ultime. Questa versione presenta lo stesso identico gameplay della sua controparte portatile ma con una grafica migliorata al pari di un titolo per PlayStation 3. Una riedizione riveduta e corretta intitolata Hatsune Miku: Project Diva - Dreamy Theater Extend uscì il 13 settembre 2012 per PlayStation 3. Quest'ultima vendette 182.000 soltanto nella prima settimana d'uscita, superando Final Fantasy Type-0 e Metal Gear Solid: Peace Walker.

## Sequel
Il 29 luglio 2010 è stato pubblicato un sequel del videogioco intitolato Hatsune Miku: Project DIVA 2nd (「初音ミク Project DIVA 2nd?).
È stato previsto per il 2012 un nuovo gioco chiamato Hatsune Miku: Project DIVA Arcade.